# Familiebilleder
Familiebilleder er en dansk dokumentarfilm fra 1964 med instruktion og manuskript af Henning Carlsen. Filmen indgår i en dokumentarserie, der også omfatter Ung og De gamle.

## Handling
Filmen er et forsøg på at fremlægge et sociologisk førstehåndsmateriale til belysning af, hvordan der leves i familien i Danmark i dag. Den er baseret på en række filmede samtaler med enkeltpersoner, repræsenterende forskellige "familiesituationer". Koncentratet af disse samtaler - med forskellige familiefædre, husmødre og unge med forskellig social og individuel baggrund, den ugifte etc. - er sammenredigeret efter temaer til et "portrætgalleri", illustrerende typiske sider af dansk familieliv i dag.